# Ross 128
Ross 128 este o stea pitică roșie din constelația Fecioara, în apropierea stelei β Virginis. Magnitudinea aparentă a lui Ross 128 este de 11,13, ceea ce o face prea slabă pentru a fi văzută cu ochiul liber. Pe baza măsurătorilor de paralaxă, distanța acestei stele de Pământ este de 11,007 ani lumină (3,375 parseci), ceea ce înseamnă că face parte din al doisprezecelea cel mai apropiat sistem stelar de sistemul solar. A fost catalogată pentru prima dată în 1926 de către astronomul american Frank Elmore Ross.
În sistemul ei stelar, a fost descoperită planeta Ross 128 b în iulie 2017, este considerată a doua cea mai apropiată exoplanetă de dimensiunea Pământului, aflată în zona locuibilă (poate susține viața).

## Proprietăți

Distanțele până la cele mai apropiate stele de acum 20.000 de ani până la 80.000 de ani în viitor

Această stea cu masă mică are o clasificare stelară M4 V, ceea ce o plasează în categoria stelelor cunoscute sub numele de pitică roșie. Are 15% din masa Soarelui și 21% din raza Soarelui, dar generează energie atât de încet încât are doar 0,033% din luminozitatea vizibilă a Soarelui; cu toate acestea, cea mai mare parte a energiei se află în banda infraroșie, luminozitatea bolometrică fiind de 0,36% față de cea solară. Această energie este radiată din atmosfera exterioară a stelei cu o temperatură efectivă de 3.180 K. Acest lucru îi conferă o strălucire rece-portocalie a unei stele de tip M.
Ross 128 este o stea veche din discul galactic, ceea ce înseamnă că are o abundență scăzută de elemente, altele decât hidrogenul și heliul (ceea ce astronomii definesc metalicitatea stelei) și orbitează în apropierea planului galaxiei Căii Lactee. Stelei îi lipsește un exces puternic de radiații infraroșii. Un exces în infraroșu este de obicei un indicator al unui inel de praf pe orbită în jurul stelei.
În 1972, a fost detectat un semnal luminos (de flacără) dinspre Ross 128. S-a observat că luminozitatea crește cu aproximativ o jumătate de magnitudine în banda U de ultraviolete, revenind la luminozitatea normală în mai puțin de o oră. La lungimile de undă optice, schimbările de luminozitate erau aproape nedetectabile. A fost clasificată ca stea eruptivă și a primit denumirea de stea variabilă FI Virginis. Există unele dovezi că frânarea magnetică a vântului stelar al stelei a redus frecvența flăcărilor, dar nu și randamentul net.
Variații de luminozitate (considerate a fi datorate rotației stelei) și cicluri magnetice (similare ciclului petelor solare) au fost, de asemenea, detectate. Acestea provoacă schimbări de doar câteva miimi de magnitudine. Perioada de rotație este de 165,1 zile, iar durata ciclului magnetic este de 4,1 ani.
Ross 128 orbitează prin galaxie cu o excentricitate de 0,122, ceea ce face ca distanța sa de Centrul Galactic să varieze între 26,8-34,2 x 103 ani-lumină (8,2-10,5 x 103 parseci). Această orbită va aduce steaua mai aproape de Sistemul Solar în viitor. Cea mai mică distanță dinte cele două sisteme va fi în aproximativ 71.000 de ani, când va ajunge la 6,233 ± 0,085 ani-lumină.

## Sistem planetar
| Planetă    | Masă         | Semiaxă majoră (UA) | Perioadă sinodică (z) | Excentricitate | Înclinație | Rază        |
| ---------- | ------------ | ------------------- | --------------------- | -------------- | ---------- | ----------- |
| Ross 128 b | 1,37-2,36 M⊕ | 0,0493±0,0017       | 9,8596±0,0056         | 0,036±0,092    | —          | 0,95−2,7 R⊕ |
|            |              |                     |                       |                |            |             |

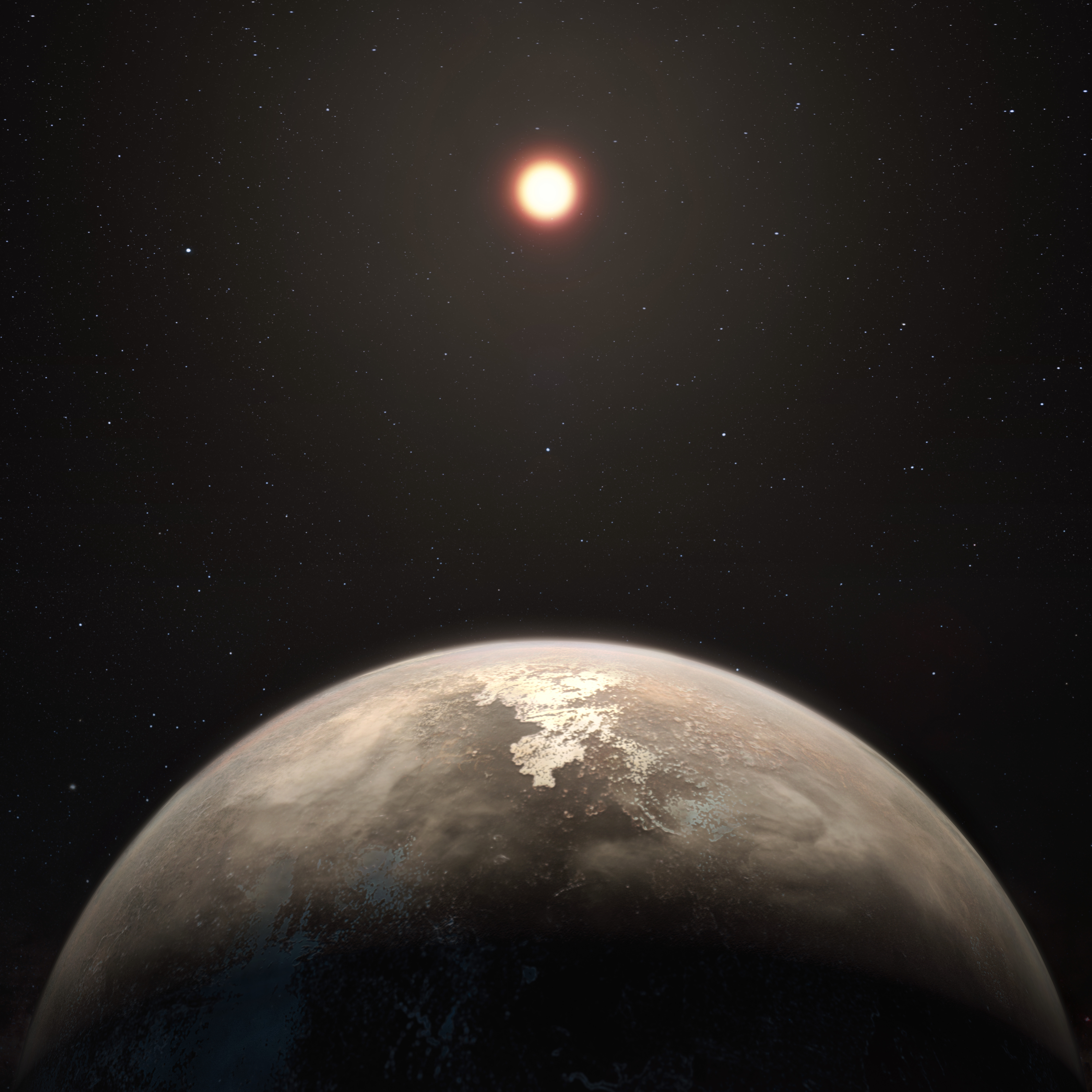
Reprezentare artistică a planetei Ross 128 b - cu pitica roșie Ross 128 în fundal

Planeta Ross 128 b a fost descoperită în iulie 2017 de instrumentul HARPS de la Observatorul La Silla din Chile, prin măsurarea modificărilor vitezei radiale a stelei gazdă. Existența sa a fost confirmată la 15 noiembrie 2017. Este a doua cea mai apropiată exoplanetă cunoscută de dimensiunea Pământului, după Proxima Centauri b. S-a calculat că Ross 128 b are o masă de 1,8 ori cea a Pământului, o rază de 1,6 ori mai mare decât a Pământului și că orbitează de 20 de ori mai aproape de steaua sa decât Pământul orbitează Soarele, dar primește doar de 1,38 ori mai multă radiație solară decât Pământul, ceea ce crește șansa de păstrare a unei atmosfere la o scară de timp geologică. Ross 128 b este o planetă cu orbită strânsă, cu un an (perioadă de rotație) care durează aproximativ 9,9 zile terestre. La această distanță apropiată de steaua gazdă, planeta este cel mai probabil în rotație sincronă, ceea ce înseamnă că o parte a planetei ar primi continuu lumina zilei, iar cealaltă ar fi în întuneric. Spectrele de înaltă rezoluție în infraroșu apropiat detectate de  APOGEE au demonstrat că Ross 128 are aproape metalicitatea solară; prin urmare, Ross 128 b conține probabil roci și fier. Mai mult, modelele recente generate cu aceste date susțin concluzia că Ross 128 b este o „exoplanetă temperată în marginea interioară a zonei locuibile”.

## Semnale radio
În primăvara anului 2017, astronomii de la Arecibo au detectat semnale radio „foarte ciudate” despre care se crede că provin de la steaua Ross 128, semnale care nu s-au asemănat cu niciunul pe care l-au detectat până acum. Telescopul Allen Array de la SETI a fost folosit pentru observații de urmărire dar nu a mai putut detecta semnalul, dar a detectat o interferență provocată de om, ceea ce a sugerat că semnalul Arecibo s-ar fi datorat transmisiilor sateliților artificiali ai Pământului aflați pe orbită geosincronă. Ross 128 are o declinație (o coordonată care poate fi asemănată cu latitudinea) de aproape 0 grade, care o plasează în zona de acțiune a acestor sateliți. Prin urmare, se poate concluziona că semnalul a fost rezultatul interferenței provocate de om. Cu toate acestea, Abel Mendez, directorul Planetary Habitability Laboratory din cadrul Universității Porto Rico din Arecibo, a declarat anterior că „aceste semnale nu sunt interferențe radio, deoarece sunt unice”, dar și că  „ipoteza unei emisii provenind de la o civilizație extraterestră se află la mare distanță în spatele multor alte explicații posibile”.

## În cultura populară
Ross 128 a fost folosit ca fundal în mai multe romane, filme, seriale și jocuri video științifico-fantastice, inclusiv în serialul britanico-francez din 2019 Războiul lumilor.
În romanul Enigma (1986), a doua parte a seriei The Trigon Disunity a lui Michael P. Kube-McDowell, Ross 128 este descoperit a fi locul unei colonii terestre de mult timp abandonată , care a fost înființată în urmă cu 50.000 de ani.
O planetă interioară a lui Ross 128 este locul unei colonii-închisoare în jocurile video Frontier: Elite II (1993) și Frontier: First Encounters (1995).
În „Galactic North” (1999), o povestire de Alastair Reynolds publicată și în colecția Galactic North (2006), sistemul Ross 128 este sursa unui focar de mașini cu auto-reproducere cunoscute sub numele de muștele verzi (greenfly), care devin o amenințare majoră pentru viața din galaxie.